# Valensole
Valensole è un comune francese di 3 091 abitanti situato nel dipartimento delle Alpi dell'Alta Provenza della regione della Provenza-Alpi-Costa Azzurra. Nel suo territorio la Durance riceve la acque del suo affluente Asse.

## Geografia fisica
Valensole, di per sé un piccolo se pur caratteristico villaggio, deve la sua fama internazionale all'ambiente circostante. Situato infatti nei pressi del fiume Durance, che costituisce il confine occidentale del territorio comunale, in un altipiano molto noto chiamato Plateau di Valensole a poca distanza dalle celebri Gole del Verdon. Il plateau è abbastanza fertile e favorisce varie colture, in particolare dei girasoli e soprattutto della lavanda: i numerosi campi lavandin rendono il paesaggio unico nei periodi antecedenti alla mietitura della pianta, generalmente giugno e luglio, trasformando le aree intorno ai villaggi provenzali in distese violacee particolarmente apprezzate da fotografi e turisti.

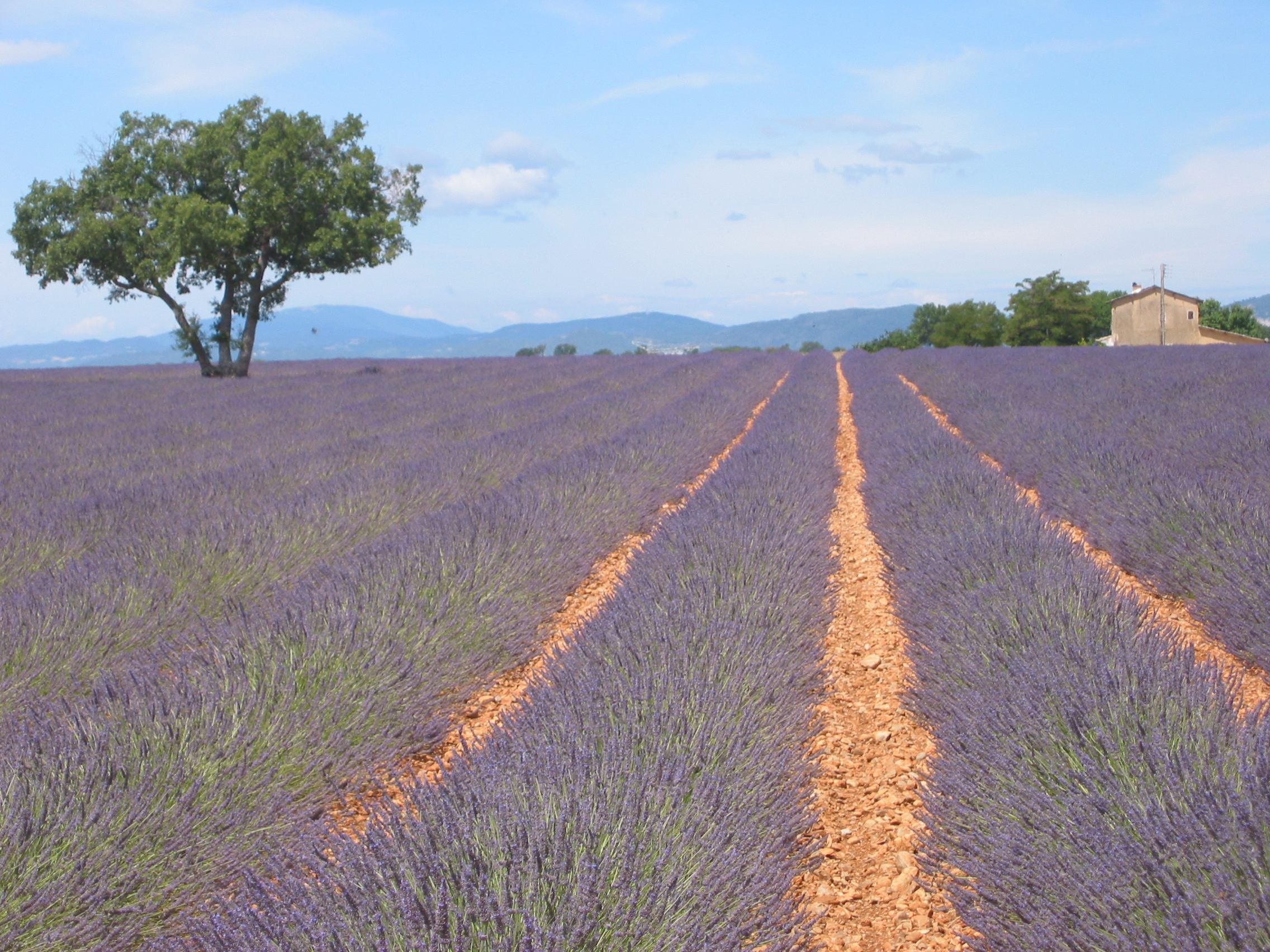
I famosi campi di lavanda nel plateau di Valensole

## Società

### Evoluzione demografica
Abitanti censiti